# Landerik van Nevers
Landerik van Nevers (overleden te Gourdon op 10 mei 1028) was van 989 tot aan zijn dood graaf van Nevers. Hij behoorde tot het huis Nevers.

## Levensloop
Landerik was de zoon van burggraaf Bodo van Monceaux en diens onbekend gebleven echtgenote.
Rond 989 huwde hij met Mathilde (overleden in 1005), dochter van graaf Otto Willem van Bourgondië, die als bruidsschat het graafschap Nevers meekreeg. Na de dood van hertog Hendrik I van Bourgondië in 1002 ondersteunde Landerik zijn schoonvader in de strijd om de heerschappij van het hertogdom tegen koning Robert II van Frankrijk. Daarbij nam hij de verdediging van de stad Auxerre op zich, dat in 1005 door een groot koninklijk leger werd ingesloten. Landerik moest zich overgeven, maar kreeg genade van de Franse koning. Later kon Robert II Landerik aan zijn kant krijgen en bood hij een van zijn dochters aan Landeriks zoon Reinoud I aan. Op die manier kreeg het huis Nevers in 1016 het graafschap Auxerre in handen.
Landerik van Nevers overleed in mei 1028 in het kasteel van Gourdon.

## Nakomelingen
Landerik en zijn echtgenote Mathilde kregen volgende kinderen:
- Bodo (997-1023), graaf van Vendôme
- Reinoud I (1000-1040), graaf van Nevers en Auxerre
- Landerik (1002-?)
- Gwijde (overleden voor 1035)
- Robert (overleden in 1032), huwde met Mathilde, dochter van heer Gimonis van Château-Gordon